# Abborrtjärnarna (Älvdalens socken, Dalarna, 678528-137767)
Abborrtjärnarna är en sjö i Älvdalens kommun i Dalarna och ingår i Dalälvens huvudavrinningsområde.